# Chaos Productions
Chaos Productions est un label discographique français de punk rock, anciennement basé à Orléans, dans le Loiret, actif entre 1982 et 1987. Chaos Productions devient un label emblématique de la mouvance punk et skinhead française de la fin des années 1970 et du début des années 1980 en France.

## Histoire
Fondé en 1982, Chaos est la première initiative musicale qui met à l'honneur des groupes musicaux punks de province, la scène punk rock étant jusqu'à présent essentiellement parisienne, avec des groupes comme La Souris déglinguée, Oberkampf ou Wunderbach. Le créneau du label est d'ailleurs de ne produire que des groupes de province, et il produira ainsi des groupes de musique punk et Oi! de villes aussi diverses qu'Orléans, Rennes avec les Trotskids, Brest avec Al Kapott et Les Collabos, Blois avec Kidnap, mais également des formations musicales de Bordeaux, Lille, Longwy, Saint-Étienne, cette liste n'étant pas exhaustive.
Le label est fondé autour de quatre groupes de musique présents sur la première compilation du label, Komintern Sect, Reich Orgasm, Kidnap et No Pub. Chaos Productions produit alors des groupes de musique Oi! et punk qui seront parmi les plus représentatifs de cette mouvance et de ce courant musical ; à la fois à travers des albums et maxis, permettant à des groupes alors émergents, tels que Komintern Sect, Trotskids, Reich Orgasm ou encore No Class, de sortir un ou des disques en leur nom seul ; mais également à travers des compilations, dont Chaos en France Vol. 1 en 1983 et Chaos en France Vol. 2 en 1984, dont le succès permettra au label, en 1985, de produire une compilation de groupes européens intitulée Chaos en Europe. Les productions Chaos Productions, disponibles uniquement en vinyle, sont du fait de leur rareté très prisées des collectionneurs.
Pour fêter ses 2 ans d'existence, le label organise le Chaos Festival le 20 octobre 1984. Trotskids, Kidnap, Reich Orgasm, Collabos, Komintern Sect, Camera Silens et Sub Kids y jouent ce soir là.

## Discographie
Les productions Chaos originales sont au nombre de treize, toutes en format vinyle, sorties entre l'année 1982 et l'année 1987. La discographie du label comporte quatre compilations, dont le premier opus initial Apocalypse Chaos de 1982 et les compilations Chaos en France, sept albums de type LP, et deux maxis 45 tours, des groupes Komintern Sect, Kidnap, Trotskids, No Class, Reich Orgasm, Collabos et Al Kapott. Les compilations et plusieurs des productions du label sont distribuées par le label parisien New Rose.
- 1982 : Apocalypse (compilation ; janvier/février[1])
- 1983 : Chaos en France Volume 1 (compilation ; y figurent Camera Silens, Collabos, Trotskids, Sub Kids, No Class, Snix)[1]
- 1983 : Komintern Sect - Les Seigneurs de la guerre (LP)
- 1984 : Kidnap - Il faudra bien qu'un jour tout change (EP)
- 1984 : Trotskids - Je sens mauvais (LP)[1]
- 1984 : Reich Orgasm - Future pour tous[1]
- 1984 : No Class - Rien à faire (EP)
- 1984 : Chaos en France Volume 2 (compilation ; sortie en deux versions)[1]
- 1984 : Les Collabos - Les Collabos (LP)[1]
- 1985 : Chaos en Europe (compilation ; 15 groupes de France, Allemagne de l'Ouest, Italie, Espagne, Suède et Pays-Bas)
- 1985 : Komintern Sect - Dernier combat (LP)[1]
- 1986 : Komintern Sect - Les uns sans les autres (LP)[1]
- 1987 : Al Kapott - Al Kapott (LP)

Plusieurs de ces productions seront rééditées en 2010, en format vinyle, par le label Euthanasie Records, dont l'ensemble de la discographie de Komintern Sect et le LP de Reich Orgasm sorti en 1983.